# Őszi zöldbagoly
Az őszi zöldbagoly (Griposia aprilina) a rovarok (Insecta) osztályába, a lepkék (Lepidoptera) rendjébe, ezen belül a bagolylepkefélék (Noctuidae) családjába tartozó faj.

## Előfordulása
Ausztria, Belgium, Bulgária, Csehország, Dánia, Észtország, Finnország, Franciaország, Görögország, Hollandia, Írország, volt Jugoszlávia, Korzika, Lengyelország, Lettország, Litvánia, Luxemburg, Magyarország, Nagy-Britannia, Németország, Norvégia, Olaszország, Portugália, Románia, Spanyolország, Svájc, Svédország Szardínia (sziget), Szicília.

## Élőhelye
Nagyobb kiterjedésű öreg tölgyesek, lombos erdők, régi kertek, parkok és gyümölcsösök.
Csak meleg éghajlatú területeken fordul elő.

## Megjelenése
Testének hossza 18–23 mm, szárnyfesztávolsága 42–52 mm.
A hím- és nőstény lepkék méretében nincsen különbség.
Színei: pasztellzöldek, fehér, fekete, szürke, barna.
A lábai fehér, zöld és fekete színekkel csíkozottak. 
Szárnyának mintázata több színből álló hullámokból, sávokból, valamint jellegzetes fekete nyíl alakú foltokból áll. A fekete nyíl alakú minta az alsó szárnyrojtján is megjelenik, alatta a szárnyszéle fehéren csipkézett. 
A szárny, nyugalmi helyzetben redőkbe hajtott, oldalsó élei enyhén lefelé hajlanak, rajtuk bagolyformát ábrázoló minta látható.
A  hernyó színezetében kezdetben a fekete szín dominál, később barnásszürke lesz, szelvényenként két-két sötétbarna folttal, melyekben 2-2 fehér pötty látható. A szelvényeket világosbarna csíkok választják el egymástól. Feje sötétbarna színű, két kör alakú fekete vonallal.
|  |  |

## Életmódja
Peteként, egyedül, vagy kisebb csomókban lerakva, a tápláléknövény kérgének repedéseiben telel át.
A lárvák korán, ha nincs hideg, már áprilisban megjelennek. Először a tápnövények rügyeit, virágait, majd a leveleit fogyasztják. Júniusig fordulnak elő.
A felnőtt példányokkal a hegyvidékek magasabb, hűvösebb területein, már augusztus végétől találkozhatunk, de általában jellemzően szeptembertől repülnek. A rajzáscsúcs október eleje.  Ha az időjárás enyhébb, még november közepéig is lehet látni őket.

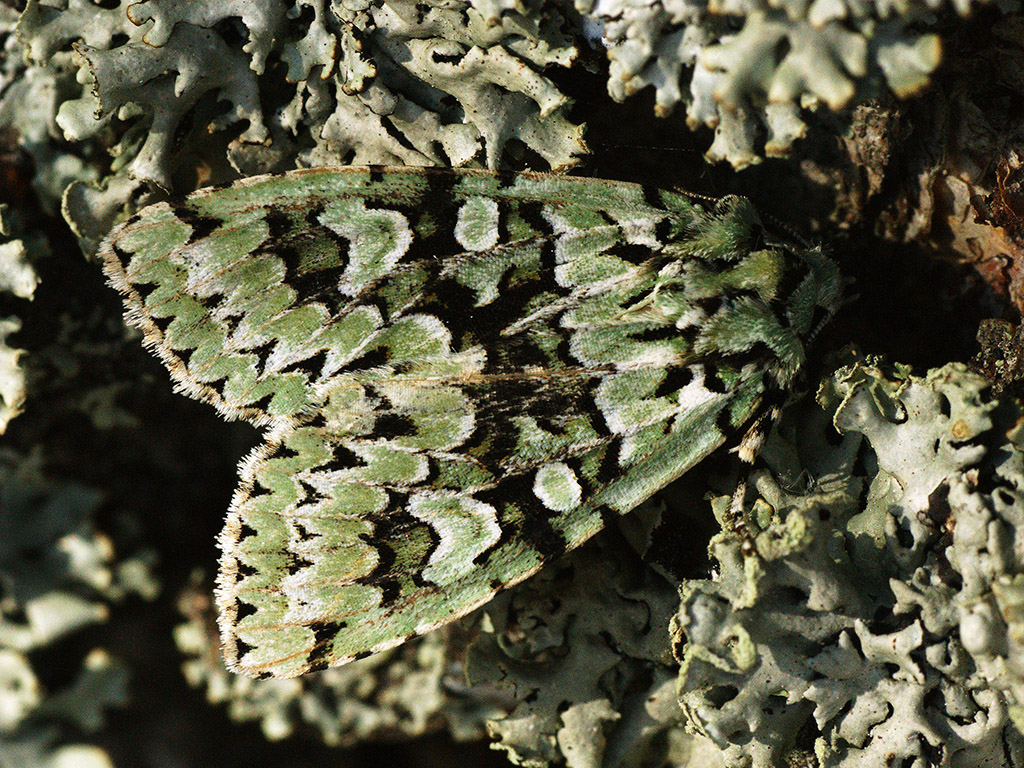

Nappal zuzmós, öreg fatörzseket pihen, kora este indul útnak. A mesterséges fény is vonzza.
Egynemzedékes.
A zuzmóval borított fatörzseken, a folyamatos kiválasztódás során kifejlődött mintázata szinte tökéletesen elrejti.

## Tápnövénye
Tölgy, ritkábban bükk, hárs, kőris, nyárfa alma-, vagy körte fajok.

## Hasonló faj
|  |

## Képgaléria
|  |  |  |